# Campeonato Asiático de Judo de 2009
El XXI Campeonato Asiático de Judo se celebró en Taipéi (Taiwán) entre el 23 y el 24 de mayo de 2009 bajo la organización de la Unión Asiática de Judo.
En total se disputaron dieciséis pruebas diferentes, ocho masculinas y ocho femeninas.

## Resultados

### Masculino
| Evento            | Oro                          | Plata                         | Bronce                                                          |
| ----------------- | ---------------------------- | ----------------------------- | --------------------------------------------------------------- |
| –60 kg            | Ganbatyn Boldbaatar Mongolia | Kim Kyong-Jin Corea del Norte | Choi Gwang-Hyeon Corea del Sur Rishod Sobirov Uzbekistán        |
| –66 kg            | Tatsuaki Egusa Japón         | An Jeong-Hwan Corea del Sur   | Azat Kubakaev · Kirguistán · Sanjaasuren Miyaragchaa · Mongolia |
| –73 kg            | Bang Gui-Man Corea del Sur   | Ramashrey Yadav India         | Kim Chol-Su Corea del Norte Sainzhargalyn Niam-Ochir Mongolia   |
| –81 kg            | Kim Jae-Bum Corea del Sur    | Masahiro Takamatsu Japón      | Guo Lei China Shokir Muminov Uzbekistán                         |
| –90 kg            | Masashi Nishiyama Japón      | Dilshod Choriyev Uzbekistán   | Timur Bolat · Kazajistán · He Yanzhu · China                    |
| –100 kg           | Maksim Rákov · Kazajistán    | Hwang Hee-Tae Corea del Sur   | Shao Ning China Battulga Temüülen Mongolia                      |
| +100 kg           | Kim Soo-Whan Corea del Sur   | Keiji Suzuki Japón            | Ehsan Rajabi · Irán · Ulan Ryskul · Kazajistán                  |
| Categoría abierta | Kim Soo-Whan Corea del Sur   | Hiroki Tachiyama Japón        | Dorjpalam Ganjuyag Mongolia Adiljan Tulendibaev Uzbekistán      |

### Femenino
| Evento            | Oro                           | Plata                          | Bronce                                                               |
| ----------------- | ----------------------------- | ------------------------------ | -------------------------------------------------------------------- |
| –48 kg            | Chung Jung-Yeon Corea del Sur | Shoko Ibe Japón                | Mo Qinqin China Mönjbatyn Urantsetseg Mongolia                       |
| –52 kg            | He Hongmei China              | Mönjbaataryn Bundmaa Mongolia  | Eri Kakita · Japón · Lenariya Mingazova · Kazajistán                 |
| –57 kg            | Rim Yun-Hui Corea del Norte   | Hitomi Tokuhisa Japón          | Tümen-Odyn Battögs Mongolia Sun Rong China                           |
| –63 kg            | Lin Meiling China             | Hwang Chun-Gum Corea del Norte | Zarina Aldikova · Kazajistán · Tsedevsürenguiin Mönjzayaa · Mongolia |
| –70 kg            | Tomoe Ueno Japón              | Yao Yuting China               | Hwang Ye-Sul Corea del Sur Pürevjargalyn Ljamdegd Mongolia           |
| –78 kg            | Jeong Gyeong-Mi Corea del Sur | Yadmaaguiin Dulmaa Mongolia    | Hyon Jong-Hui Corea del Norte Hitomi Ikeda Japón                     |
| +78 kg            | Gulzhan Isanova · Kazajistán  | Li Yiqing China                | Kim Na-Young Corea del Sur Mai Tateyama Japón                        |
| Categoría abierta | Li Yiqing China               | Kim Na-Young Corea del Sur     | Yadmaaguiin Dulmaa Mongolia Mai Tateyama Japón                       |

## Medallero
| Núm. | País            | Oro | Plata | Bronce | Total |
| ---- | --------------- | --- | ----- | ------ | ----- |
| 1    | Corea del Sur   | 6   | 3     | 3      | 12    |
| 2    | Japón           | 3   | 5     | 4      | 12    |
| 3    | China           | 3   | 2     | 5      | 10    |
| 4    | Kazajistán      | 2   | 0     | 4      | 6     |
| 5    | Mongolia        | 1   | 2     | 9      | 12    |
| 6    | Corea del Norte | 1   | 2     | 2      | 5     |
| 7    | Uzbekistán      | 0   | 1     | 3      | 4     |
| 8    | India           | 0   | 1     | 0      | 1     |
| 9    | Irán            | 0   | 0     | 1      | 1     |
| 9    | Kirguistán      | 0   | 0     | 1      | 1     |
|      | TOTAL           | 16  | 16    | 32     | 64    |